# Vadia
Vadia, puta, vagabunda ou quenga (em inglês:  slut) são pejorativos aplicados a pessoas, principalmente mulheres, que são julgadas como promíscua ou detentoras de uma moral sexual não ajusta aos padrões da sociedade. Geralmente é usado como insulto, gíria sexual ou como pejorativo de depreciação (slut-shaming). Originalmente, a definição de slut era "uma mulher suja e desleixada". No uso contemporâneo o termo raramente é empregado para se referir a homens, e nesses casos o slut costuma ser acompanhado por especificação de gênero, sendo mais comuns os termos compostos male slut ou man whore que são usados sobretudo para se referir a prostitutos.
O primeiro registro do termo é datado por volta de 1386, quando foi mencionado para adjetivar um homem se referindo especificamente à sua aparência desajeitada nos Contos de Cantuária, do escritor inglês Geoffrey Chaucer,
Slut-shaming é um termo derivado que designa o ato de exposição do comportamento sexual de uma pessoa num contexto sexista e com o objetivo de causar vergonha, constrangimento e repressão por meio do estigma social. A partir do final do século XX, popularizaram-se as tentativas de reapropriação do sentido da palavra, como por exemplo pelas várias manifestações conhecidas como Marcha das Vadias (do inglês SlutWalk), e algumas pessoas utilizam o termo como forma de empoderamento também pela reapropriação semântica.

## Etimologia, usos comuns e sinônimos
Os significados denotativos mais comuns do termo são "uma mulher sexualmente promíscua" ou "uma mulher imoral ou dissoluta; prostituta". Essas definições implicam que uma puta ou vadia é uma mulher de caráter inferior conforme o estigma social aplicável. Termos pejorativos semelhantes usados para homens são cad, rake, male slut, man whore, himbo, mulherengo, garanhão e pegador. A variação "slutty" carrega uma conotação semelhante, mas pode ser aplicada tanto para adjetivar pessoas como roupas e outros objetos, a exemplo de vestimentas eróticas.
Embora a origem exata seja incerta, o primeiro registro em inglês médio é de 1402 quando apareceu grafada como slutte (AHD), com o significado de "uma mulher suja, desarrumada ou desleixada".  Ainda antes, o escritor inglês Geoffrey Chaucer usou a palavra sluttish (c. 1386) para descrever um homem desarrumado; no entanto, os usos posteriores são quase exclusivamente associados a mulheres e ao comportamento sexual destas. O sentido contemporâneo de "uma mulher sexualmente promíscua" começou a ser utilizado por volta de 1450. A palavra slut também assumiu uma forma semelhante na mesma época na língua norueguesa como "slutr", também utilizado para se referir a bebidas alcoólicas impuras.
Outro significado antigo de slut designava uma "empregada doméstica ou serva" (c. 1450). Um exemplo notável desse uso é a descrição da criada de Samuel Pepysys em seu diário como "uma vadia admirável" que "nos agrada enormemente, prestando mais serviços do que as outras e merecendo melhores salários" (1664). No século XIX, a palavra era usada como eufemismo no lugar de "bitch" no sentido de "cadela". "Slut" e "slutishness" aparecem na peça teatral Como Gostais (c. 1600) de Shakespeare:
| [Audrey]: Bem, não sou bela, por isso peço aos deuses que me façam honesta. [Touchstone]: Realmente, desperdiçar honestidade com uma puta feia é que nem colocar comida boa em prato sujo. [Audrey]: Não sou puta, apesar de agradecer aos deuses por ser feia. [Touchstone]: Então agradeçamos aos deuses pela sua feiura, a putaria pode vir depois. | [Audrey]: Well, I am not fair; and therefore I pray the gods make me / honest. [Touchstone]: Truly, and to cast away honesty upon a foul slut were / to put good meat into an unclean dish. [Audrey]: I am not a slut, though I thank the gods I am foul. [Touchstone]: Well, praised be the gods for thy foulness; / sluttishness may come hereafter... |

O uso contemporâneo do termo vadia é generalizado na cultura popular e na pornografia, sendo quase exclusivamente empregado para descrever mulheres. Não existe um equivalente semântico masculino exato para o termo. A falta de um termo comparativo e popular para homens denota o padrão duplo das expectativas sociais sobre os papéis de gênero de homens e mulheres esperados pela sociedade, de modo que adjetivos sexualmente negativos para homens promíscuos são pouco utilizados. Dos 220 termos atribuídos a mulheres e 20 termos atribuídos a homens, todos os termos femininos possuem conotações negativas, enquanto alguns termos masculinos indicam aprovação ou elogio de sua condusta; estes incluem garanhão, pegador e mulherengo. Embora termos coloquiais como male slut (vadio) ou man whore (puto/prostituto) sejam usados na cultura popular, geralmente não são aplicados em um contexto que busca depreciar o comportamento sexual masculino. Porém, existem outros termos que podem ser usados para criticar os homens por sua sexualidade. Por exemplo, a masculinidade de um homem pode ser descrita usando adjetivos como fraco, marica, ou boiola — geralmente aplicados num contexto homofóbico que também é influenciado pelos papéis sociais de gênero.
A palavra vadia (slut) costuma ser intercalada com outras semelhantes, como vagabunda, puta ou ninfeta, e seus equivalentes em inglês tramp, whore, hoe, nympho e hooker. Todas elas têm uma conotação negativa. Outros significados do termo slut também são negativos e identificam uma "vadia" como sendo uma pessoa desleixada ou feia, como por exemplo, nessas citações do dicionário Oxford:
Hearne, 1715: "Ela também não era uma mulher bonita, mas era uma vadia desagradável."
Shenstone, 1765: "Ela é feia, ela é velha [...] E uma vadia, e uma reclamona comum."
Um ataque mais ofensivo em relação ao caráter da pessoa é a palavra composta slut's-hole (buraco de vadia), que literalmente remete a um local ou recipiente onde se descarta lixo; a citação abaixo fornece um exemplo desse significado:
Saturday Review (Londres), 1862: "Há muitos buracos de vadias em Londres para limpar."
"Vadia" também pode ser usado como um verbo para caracterizar o comportamento associado ao de uma vadia. Por exemplo, na peça That Championship Season (1792), de Jason Miller, há o diálogo:
| [Coach]: I don't care what that hot pantsed bitch said. Go home and kick her ass all over the kitchen. All that slutting around... [George]: She's not a slut... [Coach]: She was punished for slutting, wasn't she? She was punished and so were you! | [Coach]:Eu não me importo com o que aquela cadela gostosa disse. Vá para casa e chute a bunda dela por toda a cozinha. Toda aquela vadiagem... [George]: Ela não é uma vadia... [Treinador]: Ela foi punida por vadiar, não foi? Ela foi punida e você também! |

## Usos alternativos e cultura

### Uso geral
A palavra vadia é usada como gíria nas comunidades BDSM, poliamorosa e gay e bissexual. Existe um paralelo entre o termo feminino slut e o termo gay para homens. Ao contrário das mulheres, que costumam ser julgadas por serem sexualmente promíscuas, os homens costumam ser criticados por não serem suficientemente masculinos ou dominantes, de modo que o termo serve de questionamento para sua heterossexualidade. Ao contrário das mulheres, das quais se espera que sejam sexualmente recatadas, espera-se que os homens sejam sexualmente ativos, tendo assim mais liberdade sexual. Embora vadia raramente seja usada para descrever homens heterossexuais, é comumente usada entre homens gays. Ao discutir a atividade sexual, vadia costuma ser empregada como uma forma de constranger os gays por assumirem certos riscos sexuais, como sexo desprotegido ou ter múltiplos parceiros. No entanto, a palavra vadia tem sido reapropriada para que denote uma qualidade positiva, com o objetivo de firmar a liberdade sexual e negar a incidência dos papéis de gênero tradicionais sobre os homens gays.
Em pessoas adeptas a práticas BDSM, poliamorosas e não monogâmicas, o livro The Ethical Slut  diz que o termo tem sido usado como uma forma de se expressar uma escolha consciente para ter múltiplos parceiros e orgulhar-se disso: "uma vadia é uma pessoa de qualquer gênero que tenha a coragem de levar a vida de acordo com a proposição radical de que sexo é bom e o prazer faz bem para você". Nesse contexto, vadia é a pessoa que assumiu o controle de sua sexualidade e escolhe se relacionar sexualmente com quem quer que seja, independentemente de pressões religiosas ou convenções sociais para se conformar a um estilo de vida monogâmico.
O termo foi reapropriado para expressar a rejeição do conceito de que governo, sociedade ou religião possuam o direito de julgar ou controlar as liberdades pessoais e o direito de cada indivíduo de controlar a própria sexualidade. Em abril de 2013, Emily Lindin, fundadora do Projeto UnSlut, criou um blog para compartilhar suas histórias sobre bullying sexual e “fornecer alguma perspectiva para meninas que atualmente se sentem presas e envergonhadas”. O blogue possui relatos de pessoas de todas as idades, etnias e sexos e deu origem ao filme UnSlut: A Documentary Film.
O padrão duplo associado ao "rótulo de vadia" faz parte da cultura do estupros contemporânea. A cultura do estupro é "a degradação casual [das mulheres]... que se tornou uma parte de nossas vidas e que é frequentemente invisibilizada". Embora a maioria das pessoas geralmente condene o estupro, há uma insinuação de que certos tipos de estupro são aceitáveis ou que as mulheres estão voluntariamente tomando atitudes que justificam assédio ou agressões sexuais: "as mulheres continuam a ser culpadas se são estupradas por causa de como estão vestidas, a suposição de que as mulheres supostamente mentem sobre o estupro continua popular, e certas mulheres, como mulheres casadas ou negras, ainda são consideradas 'unrapeable' [termo com a conotação de que não merecem ser estupradas]”. A palavra vadia e o duplo padrão social aplicado a homens e mulheres refletem as normas e preconceitos de gênero ainda prevalentes em uma sociedade em que o estupro é constantemente justificado.
Vários movimentos, principalmente as Marchas das Vadias (SlutWalks), ocorrem ao redor do mundo para protestar contra o machismo e exibir o senso de orgulho e pertencimento das mulheres. As caminhadas ou movimentos de vadias protestam contra a ideia de que a aparência de uma mulher, muitas vezes considerada promíscua, é uma justificativa para agressão sexual e estupro. As participantes dessas caminhadas protestam contra indivíduos que justificam o estupro devido à aparência da mulher e outras técnicas, como a culpabilização da vítima e o slut-shaming.

### Mulheres negras
A palavra vadia tem significados diferentes para mulheres brancas e mulheres negras. Em entrevista ao The New York Times, a escritora feminista Leora Tanenbaum disse: "Como mulheres negras, não temos o privilégio ou espaço de nos chamar de 'vadias' sem validar a ideologia já historicamente arraigada e mensagens recorrentes sobre o que e quem a mulher negra é". Ela disse que, para as mulheres negras, a palavra vadia não significa "algo tão prejudicial" devido ao fato de terem sido tratadas como escravas em seu passado histórico. A "relação das mulheres negras com o termo vadia" é na verdade uma história de racismo e escravidão, da herança histórica por "terem sido vistas como objetos de posse, não apenas para a satisfação sexual de quem estivesse no poder, mas também para a reprodução de gerações inteiras de escravos, situações que na maioria das vezes envolviam estupro".
Também há críticas de mulheres negras sobre manifestações como as SlutWalks. A acadêmica Jo Reger disse: "Mulheres negras argumentaram que as mulheres brancas que organizam e participam das marchas não haviam considerado as maneiras pelas quais a sexualidade das mulheres negras havia sido construída, ou seja, através de uma história de opressão, estupro e exploração sexual".
A modelo e atriz Amber Rose foi uma das primeiras pessoas a organizar e liderar uma Marcha das Vadias para pessoas negras. "A Amber Rose SlutWalk Festival é um espaço totalmente inclusivo. Este é um evento de tolerância zero e não toleramos linguagem odiosa, racismo, sexismo, apetite, vergonha, transfobia ou qualquer outro tipo de intolerância. Além disso, reconhecemos que a humilhação, opressão, agressão e violência afeta desproporcionalmente os grupos marginalizados, incluindo mulheres negras, pessoas trans e profissionais do sexo, e, portanto, estamos trabalhando ativamente para centralizar esses grupos em nossos eventos."